# 金格崖
72°18′S 96°7′W / 72.300°S 96.117°W
金格崖（英語：King Cliffs），是南極洲的山崖，位於埃爾斯沃思地的瑟斯頓島，處於摩根灣北部，在1960年2月由美國海軍發現，現時由南極條約體系管理。